# Al-Janiya
Al-Janiya, en arabe : الجانيه, est un village du gouvernorat de Ramallah et Al-Bireh en Palestine. Il est situé à 8 km au nord-ouest de Ramallah et au centre de la Cisjordanie.
Selon le recensement du bureau central palestinien des statistiques, la localité compte une population de 1 296 habitants en 2017.